# Ragnar Margeirsson
Ragnar Ingi Margeirsson (ur. 14 sierpnia 1962 w Keflavíku, zm. 10 lutego 2002) – islandzki piłkarz występujący na pozycji napastnika.

## Kariera klubowa
Ragnar karierę rozpoczynał w sezonie 1979 w zespole Keflavík ÍF. Pod koniec 1980 roku został wypożyczony do niemieckiego drugoligowca, FC Homburg. Zadebiutował tam 31 października 1980 w przegranym 1:7 meczu z SV Darmstadt 98. Po sezonie 1980/1981 wrócił do Keflavíka. W kolejnych latach przebywał jeszcze na wypożyczeniach w belgijskich drużynach KAA Gent oraz Cercle Brugge.
W 1985 roku Ragnar został graczem belgijskiego Waterschei Thor Genk. Występował tam przez dwa lata, a w 1987 roku odszedł do islandzkiego Fram. W tym samym roku zdobył z nim Puchar Islandii. Pod koniec 1987 roku przeszedł do niemieckiego TSV 1860 Monachium, grającego w Oberlidze Bayern. W sezonie 1987/1988 barwach TSV zagrał dwa razy.
W 1988 roku Ragnar ponownie trafił do Keflavíka. Spędził tam sezon 1988, a potem przeniósł się do Framu, z którym w 1989 roku triumfował rozgrywkach w Pucharu Islandii, a także Superpucharze Islandii. Po tych sukcesach odszedł do austriackiego Sturmu Graz. Grał także na Islandii, w zespołach Reykjavíkur, Keflavík ÍF oraz UMF Njarðvíkur, który był jego ostatnim klubem w karierze.

## Kariera reprezentacyjna
W reprezentacji Islandii Ragnar zadebiutował 22 sierpnia 1981 w wygranym 3:0 towarzyskim meczu z Nigerią. 10 lipca 1985 w wygranym 9:0 towarzyskim pojedynku z Wyspami Owczymi strzelił trzy gole, które jednocześnie były jego pierwszymi w kadrze. W latach 1981–1992 w drużynie narodowej rozegrał 46 spotkań i zdobył 4 bramki.